# Habits (Stay High)
«Habits (Stay High)» es una canción interpretada por la cantante sueca Tove Lo, incluida en su primer extended play, Truth Serum y en su álbum de estudio debut, Queen of the Clouds. Fue compuesta por Lo junto con Ludvig Söderberg y Jakob Jerlström, y producida por estos últimos dos, acreditados como The Struts. Inicialmente, la cantante la publicó independientemente como «Habits» el 25 de marzo de 2013 como su segundo sencillo. Luego de obtener un contrato discográfico con Universal Music Group, la relanzó el 6 de diciembre de 2013 con el título de «Habits (Stay High)» como el segundo sencillo de Truth Serum y el primero de Queen of the Clouds. Musicalmente, es una canción de los géneros pop y electropop que incorpora una instrumentación electrónica anacrusa y minimalista. Su letra trata sobre los intentos de la cantante para olvidar a su exnovio a través del abuso de sustancias, la bebida y otras prácticas hedonistas. Consecuentemente, algunos críticos y la propia Lo notaron un contraste entre la producción y el contenido lírico de la canción. 
«Habits (Stay High)» tuvo una buena recepción por parte de los críticos, quienes elogiaron la letra y producción y la compararon con la música de Kesha y Lorde. Además, ganó el galardón a canción del año en los premios Grammy de 2015 en Suecia. Por otro lado, algunos periodistas la consideraron un éxito durmiente, ya que entró a las listas musicales en 2014, un año después de su lanzamiento original. Alcanzó la tercera posición en la lista estadounidense Billboard Hot 100, lo que la hizo la canción mejor posicionada por un artista sueco en ese ranking, desde que «The Sign» de Ace of Base llegara al número uno en 1994. Obtuvo una certificación de cinco discos de platino por parte de la Recording Industry Association of America (RIAA) y vendió 2.6 millones de copias en el país. Adicionalmente, lideró los listados de Polonia y Rumania, y se posicionó dentro de los diez primeros puestos en Austria, Canadá, Francia y Suiza, entre otros.
Lo filmó dos vídeos musicales para la canción, ambos dirigidos por Motellet Film. En el primero, lanzado el 15 de marzo de 2013, la cantante aparece en una fiesta de té en la que se emborracha con sus invitados. Este alcanzó el medio millón de visitas en YouTube, antes de ser puesto en privado un año después de su publicación. El segundo, lanzado el 17 de marzo de 2014, fue grabado en un club sueco por tres días y muestra a la artista en una noche de fiesta con sus amigos. Lo interpretó el sencillo en festivales como el South by Southwest y el Hangout Music Festival, y lo incluyó en el repertorio de sus giras Queen of the Clouds Tour de 2015 y Lady Wood Tour de 2017. Una remezcla hecha por el dúo de pinchadiscos Hippie Sabotage, titulada «Stay High», fue publicada como el tercer sencillo de Truth Serum y alcanzó los diez primeros puestos en los listados de Australia, Nueva Zelanda, el Reino Unido y otros países europeos. «Habits (Stay High)» ha sido versionada por artistas como Vin Diesel, quien la interpretó como un tributo a su fallecido amigo Paul Walker, y Kelly Clarkson, que la cantó en su gira Piece by Piece Tour en 2015.

## Antecedentes y lanzamiento
Tove Lo compuso «Habits (Stay High)» junto con Ludvig Söderberg y Jakob Jerlström, y estos dos últimos la produjeron, acreditados como The Struts. De acuerdo con la cantante, es la canción de Truth Serum que más aprecia por su letra autobiográfica y largo proceso de composición. Inicialmente, los versos de «Habits (Stay High)» eran parte de un poema que escribió cuando estaba pasando por un mal momento en una relación. Después, su entonces novio se volvió parte de un movimiento budista, pero esta se rehusó a unirse, por lo que terminaron. Luego de esto, empezó a usar drogas y alcohol con el fin de olvidarle. Meses después de que la relación acabara, Lo se estaba hospedando en el apartamento de un amigo en Nueva York, durante el huracán Sandy de 2012. Cuando el lugar se quedó sin electricidad y calefacción, se trasladó al estudio de su amigo en Midtown, donde escribió el estribillo.
El 11 de diciembre de 2012, la artista anunció a través de su cuenta de Facebook que no había completado algunos proyectos en los que había trabajado en Nueva York y que estaba colaborando con The Struts en Suecia. La cantante decidió usar la voz que grabó para la maqueta en la edición final porque consideró que su rendimiento vocal «venía del corazón». The Struts además programaron la canción y tocaron el teclado. Por otro lado, Filip Runesson estuvo a cargo de la sección de cuerdas, Lars Norgren de la mezcla y Björn Engelmann de la masterización. En una entrevista con Coup de Main Magazine, Lo dijo que: «[Mientras escribía la canción, estaba pensando en] mi manera de superar un momento difícil de 'la mejor' manera posible. Es un gran alivio pensar 'a la mierda' todo por un rato. Todos tenemos que ser tan perfectos, y definitivamente nadie puede vivir para serlo». Luego le comentó a un autor de The Huffington Post que superó el rompimiento después de escribirla.
El 13 de marzo de 2013, la cantante publicó en su cuenta de Facebook la portada del sencillo, acompañada por una leyenda que decía «pronto». Dos días después, lo lanzó en la iTunes Store, con el título de «Habits». Fue su segundo sencillo lanzado de manera independiente, luego de «Love Ballad», de 2012. La canción llamó la atención de varios blogs de música, lo que le proporcionó a Lo varios seguidores en Internet. Además, la intérprete galesa Marina and the Diamonds y la artista neozalandesa Lorde elogiaron el tema por medio sus cuentas de Twitter, y el dúo estadounidense MS MR lo incluyó en su mixtape de Soundcloud Track Addict Vol. III. Posteriormente, Universal Music Group lo relanzó el 6 de diciembre de 2013 bajo el título de «Habits (Stay High)», como el segundo sencillo del primer extended play (EP) de Lo, Truth Serum, así como el primero del álbum de estudio debut de la artista, Queen of the Clouds, ambos de 2014. En los Estados Unidos estuvo disponible digitalmente el 14 de enero de 2014. El 17 de junio de ese año, la disquera lo envió a la radio de éxitos contemporáneos de ese país. Acerca del relanzamiento de la canción, la cantante explicó en una entrevista con Untitled Magazine que firmó un contrato discográfico con Universal Music Group gracias a la atención que recibió por parte de los blogs de música. Entonces, los representantes de la disquera decidieron relanzarla y darle una promoción adecuada porque consideraron que «todavía tenía mucho que dar».

## Composición
«Habits (Stay High)» es una canción perteneciente a los géneros pop y electropop. En una entrevista con AP Entertainment, la cantante sostuvo que la letra describe su comportamiento durante la época en la que la escribió, cuando estaba devastada e intentaba superar una ruptura amorosa. También señaló que el aspecto principal de «Habits (Stay High)» es el sufrimiento que experimentó pese a sus intentos de calmar el dolor. Profundizando en este comentario, confesó que: «No puedo mentir. Sobre lo que estoy cantando es mi vida. Es la verdad. He tenido momentos en los que [el consumo de drogas] ha sido mayor de lo que debería. Es difícil de admitir, y podría filtrarlo o encontrar otra metáfora – pero no lo siento correcto». De acuerdo con la artista, las canciones de Truth Serum tratan sobre su relación fallida más intensa. Siguiendo la narrativa del EP, «Habits (Stay High)» habla de la parte en la que la pareja ha terminado y la cantante intenta continuar con su vida, aunque no de la manera más saludable. La pista también ha sido incluida en la sección «The Pain» (el dolor) de Queen of the Clouds, un álbum conceptual que describe el patrón de las relaciones amorosas de la intérprete.
Según una partitura publicada por Alfred Publishing en Musicnotes.com, «Habits (Stay High)» está compuesta en la tonalidad de si bemol mayor y se encuentra establecida en un compás común, con un tempo pop moderado de 110 pulsaciones por minuto. La voz de la cantante posee un registro que se extiende desde si♭3 hasta do5. La canción posee una instrumentación electrónica minimalista y anacrusa que consiste en tambores, bajos, voces de fondo y la voz de Lo. Empieza con las palabras «oh oh», que se repiten después de cada verso. La letra se enfoca en los intentos hedonistas de la cantante para olvidar a su exnovio. De acuerdo con Markos Papadatos de Digital Journal, la narradora describe sus esfuerzos para superar una relación fallida a través de la ingesta compulsiva y el alcoholismo, indicados en los versos «Llego a casa, tengo hambre, me atraco con todos mis Twinkies, vomito en el baño, luego voy a dormir, y me bebí todo mi dinero, aturdida y un poco sola». En el estribillo, Lo canta sobre el abuso de sustancias: «Te has ido y voy a permanecer drogada, todo el tiempo, para sacarte de mi cabeza». De acuerdo con Adam R. Holz de Plugged In, la cantante se da cuenta, en cierto nivel, de lo vacías y autodestructivas que son sus decisiones durante el puente: «Permaneciendo en mi juego, donde la diversión no tiene fin, no puedo irme sola a casa de nuevo, necesito a alguien para calmar el dolor». La artista confesó a iHeartRadio que esta parte de la canción era su favorita porque resumía bastante bien lo que le había sucedido en la vida real.
Algunos críticos notaron un contraste entre la letra y producción de «Habits (Stay High)». Carrie Battan de Pitchfork dijo que «la canción contrasta un enorme gancho y estribillo con versos energéticos llenos de imaginería tranquilamente distintiva y a veces extraña». Chris Jordan de Asbury Park Press la describió como una «canción pop a base de sintetizadores con un gran estribillo», pero notó que el contenido lírico era similar al de la música rock 'n' roll. Un editor del sitio web All Things Go dijo que los versos «desvelan la letra sobre libertinaje bajo una melodía dulce y un ritmo enérgico». La propia artista sostuvo que: «Amo el contraste de tener algo más feliz con lo que puedes bailar y secarte las lágrimas. Puedes sentir [en] la letra la oscuridad y tristeza pero si las combinas con [la melodía], le da un poco de humor oscuro. Me gusta bailar y luego escuchar lo que en realidad estoy diciendo. Es como una doble reacción rara».

## Recepción de los críticos
«Habits (Stay High)» recibió críticas positivas por la mayoría de críticos. Harley Brown de Billboard la describió como «una de las canciones pop más fácilmente identificables que haya escuchado recientemente: todos drogándose, tal vez comiendo muchos Twinkies, y arrepintiéndose de las decisiones de la vida, pero no cualquiera hace una excelente canción sobre eso». Carrie Battam de Pitchfork dijo que el gancho y producción hacían que la letra «sonara graciosamente triste en lugar de trágica» y que «era la forma en la que sonaría Kesha si estuviera triste». En su reseña de Queen of the Clouds, Battam la llamó «una gran canción pegajosa». Nu Wave Pony la consideró «estelar e increíble», mientras que Jennsdrunk de Pigeons and Planes escribió que «la voz de Lo es sólida, y la letra se quedará en tu cabeza, lo quieras o no». Ewald Arndt de FDRMX dijo que «Habits (Stay High)» era muy divertida para escuchar pese a su temática triste.
Heather Phaers de Allmusic la consideró la canción destacada de Queen of the Clouds, mientras que Evan Ross de And Pop señaló que esta «hace un buen trabajo describiendo ese período de tiempo entre tristeza y aceptación que viene con una ruptura». Por otro lado, Sam Lansky de Idolator sostuvo que la pista era una combinación de la música alegre de Kesha y la triste de Robyn y que «se quedará en tu cabeza, donde merece estar». Bradley Stern de MuuMuse la consideró una versión más joven y sueca de «Chandelier» de Sia, y Markos Papadatos de Digital Journal la llamó un «himno de empoderamiento femenino». Alex Kritselis de Bustle opinó que «Habits (Stay High)» era una canción dramática, pero añadió que los sentimientos de «tristeza, ansiedad y terror» en la voz de la cantante eran auténticos. Carlos Sánchez Urbano del sitio web Creation la llamó «una canción pegadiza con aires alternativos que recuerda a la oscuridad de Lorde, el colorido de Icona Pop y las melodías de Katy Perry». Alex Panisch de la revista Out señaló que «si [de Truth Serum] solamente has escuchado "Habits (Stay High)", tendrías la impresión de que Tove es algo así como una Kesha sueca».
Jason Lipshutz de Billboard dijo que «Habits (Stay High)» era una de las pistas más débiles de Queen of the Clouds, mientras que Jillian Mapes de la misma revista sostuvo que esta era «un poco de lo mismo entre artistas como Lorde y Banks». Shirani M. Pathak, jefa del Centro de relaciones de Silicon Valley, sintió que el mensaje de la canción no era positivo, y expresó que «había maneras menos destructivas» para superar las rupturas. Además, consideró a la artista una mujer con baja autoestima que había pasado varias semanas en los diez primeros lugares de la Billboard Hot 100 gracias a su propia representación en la canción. Jeremy D. Larson de Billboard calificó el mensaje de la pista como falso ya que «mantenerte drogado no mantiene a nadie fuera de tu cabeza». El bloguero antifeminista Roosh V también criticó a la artista y la canción en su blog, en el que escribió que esta «servía como un recordatorio para los hombres occidentales de lo rota que se ha vuelto la actual generación de mujeres».

### Reconocimientos y premios
Los editores del sitio web The Line of Best Fit ubicaron a «Habits (Stay High)» en el número seis de su lista de las 50 mejores canciones de 2013, y añadieron que era «fácilmente una de las pistas pop más vitales del año». Rolling Stone la posicionó en el puesto 23 de su ranking de las 50 mejores canciones de 2014, y comparó su producción con la de la música de Lorde y la letra con la de las canciones de Kesha. Chris Jordan de Asbury Park Press consideró a «Habits (Stay High)» como uno de los mejores sencillos de ese año y sostuvo que «fue refrescante escuchar el libertinaje representado» en la letra. De manera similar, Chris DeVille de Stereogum lo colocó en su lista de los 50 mejores temas pop de 2014 y expresó que: «Para ser una canción que llama la atención por ser descontrolada y exagerada, 'Habits' es una obra de extrema elegancia y precisión por una compositora pop con un futuro cegadoramente brillante». Miles Raymer de Entertainment Weekly seleccionó el verso «Como mi cena en la tina, luego voy a clubes de sexo, viendo a gente rara haciéndolo» como uno de los mejores del 2014 y escribió que era «una de las imágenes más interesantes en salir de la boca de una cantante pop este año».
«Habits (Stay High)» recibió el premio a canción del año en los premios suecos Grammis de 2015. En los ASCAP Pop Music Awards, obtuvo un reconocimiento por parte de la American Society of Composers, Authors and Publishers (ASCAP) como una de las canciones más interpretadas de 2014. El sencillo además recibió un premio pop en los BMI London Awards de 2015. En los iHeartRadio Music Awards de 2015, «Habits (Stay High)» recibió una nominación en la categoría de mejor letra, pero perdió ante «Blank Space» de Taylor Swift. También recibió una nominación a mejor canción de streaming (audio) en los Billboard Music Awards de 2015.

## Recepción comercial
En los Estados Unidos, «Habits (Stay High)» se convirtió en un éxito durmiente. Hizo su primera aparición en los listados de Billboard cuando ingresó en el número 34 del Rock Airplay y el puesto 36 del Alternative Songs. Eventualmente, entró en la posición 66 de la lista Billboard Hot 100 en la edición del 14 de junio de 2014. El 15 de octubre de ese año, al subir del número 6 al 4, se volvió parte de un top 5 femenino, en el que los primeros cinco puestos del listado eran ocupados por canciones de artistas mujeres. En su vigésima segunda semana, alcanzó la posición 3, en la que se mantuvo por una edición más. Con esto, se convirtió en la canción mejor posicionada por un artista sueco en el Billboard Hot 100, desde que «The Sign» de Ace of Base llegara al puesto número 1 en 1994. «Habits (Stay High)» encabezó el listado Radio Songs en la edición del 22 de noviembre de 2014, lo que la hizo la sexta canción de un artista nuevo en llegar al número uno en 2014. En la lista Pop Songs, ingresó en el puesto 40, y eventualmente alcanzó el primer puesto en la edición del 15 de noviembre de 2014, en la que se mantuvo la siguiente semana. Con esto, se convirtió en el séptimo sencillo de un artista debut en llegar a dicha posición en ese año. En el Rock Songs, «Habits (Stay High)» ingresó en el puesto 9 en la edición de 14 de junio de 2014. En su duodécima semana, subió al número 1, lo que la convirtió en la tercera canción por una artista o banda liderada por una mujer en encabezar la lista, después de «Royals» de Lorde (2013) y «Ain't It Fun» de Paramore (2014).  En total, se mantuvo en esa posición por seis semanas. Hasta enero de 2016, «Habits (Stay High)» había vendido 2.6 millones de copias en los Estados Unidos, y obtuvo una certificación de cinco discos de platino por parte de la Recording Industry Association of America (RIAA). En Canadá, «Habits (Stay High)» entró en el puesto 86 del ranking Canadian Hot 100 en la edición del 5 de julio de 2014. Posteriormente, alcanzó el número 3 y obtuvo una certificación de doble platino por parte de Music Canada, por ventas de 160 000 unidades en la región. Además, fue la segunda canción más retransmitida del segundo semestre de 2014 en el país, ya que recibió 1.3 millones de streams en ese período. En México, alcanzó el décimo puesto en la lista de Billboard México Airplay y pasó dieciséis semanas en ella. Por otro lado, tuvo más éxito en la México Inglés Airplay, donde llegó al número 3 y permaneció treinta y dos ediciones.
«Habits (Stay High)» entró en varios rankings de países europeos. Permaneció una semana en el Euro Digital Songs, donde se ubicó en el número 19. En Alemania, ingresó en la posición 79 de la lista Top 100 Singles en la edición del 30 de mayo de 2014. Más tarde, alcanzó el número 14 y llegó a pasar cincuenta y tres semanas en ella. La Bundesverband Musikindustrie (BVMI) le otorgó un disco de platino por ventas de 400 000 unidades en el país. En Francia, alcanzó el segundo puesto del Top Singles Téléchargés en la edición del 6 de septiembre de 2014. De acuerdo con el sitio web Pure Charts, «Habits (Stay High)» había vendido 88 600 copias durante 2014 en Francia, lo que la hizo la decimotercera canción más vendida de ese año en el país. Además, permaneció setenta y cinco semanas no consecutivas en el ranking entre 2014 y 2016. Por otro lado, alcanzó el segundo puesto en la lista de radio y encabezó la de streaming de ese país.
En Hungría, llegó al número 9 en la lista de ventas y al 8 en la de streaming, ambas publicadas por la Asociación de casas de discos húngaras (Mahasz). En Polonia, la canción ingresó en el puesto 11 de la Polish Airplay Chart en la edición del 1 de noviembre de 2014. En su cuarta semana, subió a la posición 1, en la que se mantuvo por cuatro ediciones consecutivas. En Dinamarca, alcanzó el puesto 10 en el Track Top 40 y el 6 en el Airplay Top 20. Además, la Federación Internacional de la Industria Fonográfica (IFPI) de ese país le otorgó un disco de platino al haber sido retransmitida 2.6 millones de veces en el territorio. «Habits (Stay High)» se ubicó en el tercer puesto tanto en Austria como en Suiza, y obtuvo un disco de oro en cada país por parte de la IFPI. En Rumania, la canción encabezó el ranking International Airplay Songs Chart en la edición del 15 de diciembre de 2014. Por otro lado, alcanzó el top 10 en los listados de descargas digitales de Eslovaquia, Luxemburgo, Portugal y República Checa. En España, se ubicó en la decimotercera posición en las listas de ventas y radiodifusión publicadas por los Productores de Música de España (PROMUSICAE).

## Vídeos musicales

### Primera versión
El 1 de febrero de 2013, el dúo Motellet Film anunció en Twitter que estaban trabajando en el vídeo musical de una canción de Tove Lo. El 27 de febrero, comunicaron que lo habían terminado y publicaron una fotografía de Lo en el estudio. El equipo se encargó de su dirección, y la cantante lo codirigió y escribió el guion.
El sitio web PSL estrenó el vídeo el 15 de marzo de 2013, y dos días después, la cantante lo publicó en su canal de YouTube. La trama inicia en un té en el que está reunida Tove con sus invitados y los ayudantes. A lo largo del vídeo, se observa a estos imaginando situaciones sexuales entre ellos. Al final, aparecen en ropa interior mientras se besan y se tocan. En otras escenas, la cantante aparece en un cuarto negro interpretando la canción.
Lo explicó en una entrevista con Klap Magazine que quiso mostrar la trama desde una perspectiva artística, y explicó que «el trasfondo oscuro es la clave de todo el vídeo». Greg White de So So Gay opinó que el vídeo da «una representación visual genuina del dolor y comportamiento [tratado] detrás de la canción», y JennsDrunk de Pigeons and Planes lo llamó «un hermoso caos». Además, un editor de Scandipop lo describió como «un panorama glamoroso del descenso poco atractivo de la autodestrucción después de una ruptura que Tove expone en la letra». Hasta el 14 de marzo de 2014, recibió 529 932 visitas en YouTube. Sin embargo, en ese mismo mes fue puesto como privado, por lo que ya no puede ser visualizado por el público.

### Segunda versión
Motellet Film también dirigió el segundo vídeo musical de la canción. Este fue filmado en un club sueco en un lapso de tres días, donde la cantante pasó tiempo con tres amigos a los que les pidió que bebieran y se besaran con ella. Consecuentemente, los directores filmaron una gran cantidad de material porque no había una dirección específica. Sobre el hecho de que dos de sus amigos eran mujeres, Lo expresó: «Hay chicas en el vídeo, una de ellas es mi mejor amiga. Eso debería estar bien, ni siquiera debería ser un problema». En el clip, la cantante quería «mostrar este tipo de noche donde las cosas se pueden salir de control» y que los espectadores «se adentraran lentamente en esta confusión emocional» representada en la letra de la canción. Además, añadió que: «quiero que la gente sepa lo que estoy sintiendo. Quiero que realmente refleje la canción. Así que quise hacer un vídeo que no sea capaz de mirar, que es más o menos lo que es».
A la artista se le hizo difícil y agobiante grabar el vídeo, ya que tuvo que caminar con una cámara de 22 libras atada a su cintura durante los tres días de la filmación. También comentó que era agotador representar el dolor que sintió cuando escribió la canción. En un momento durante la grabación, estaba borracha y cansada, por lo que decidió ir al baño; sobre esto, confesó que: «estaba borracha y cansada [porque] era una grabación difícil así que me metí al baño y me senté. No había nadie a mi alrededor y estaba muy sola. Me senté y pensé en todo lo que estaba pasando en aquel momento. Las lágrimas solo salieron». También confesó que apenas recuerda la mitad de la grabación. El 19 de febrero de 2014, publicó un adelanto del clip en su cuenta de Facebook. El 17 de marzo, lo publicó en su canal de Vevo en YouTube, y al día siguiente lo puso a la venta en la tienda de iTunes.
El clip inicia con ella llegando a una fiesta para reunirse con sus amigos. Luego, regresa a casa, donde se recupera de su resaca y se prepara para otra noche mientras se prueba diferentes atuendos. En la siguiente escena, se reúne con sus amigos y juntos van a un club, donde se emborrachan y empiezan a besarse. Posteriormente, se dirige sola al baño y empieza a llorar. Luego de esto, regresa a casa a dormir. A lo largo del clip hay escenas intercaladas donde aparece mirando directamente a la cámara mientras canta la canción. El clip tuvo críticas positivas. Miles Raymer de Entertainment Weekly lo consideró un vídeo «ingenioso» que «muestra la imagen artísticamente complicada de chica fiestera de Lo mientras esta recrea el libertinaje de la canción, así como algunas de sus consecuencias». Caitlin White de Noisey dijo que «el nuevo vídeo de 'Habits' muestra el lado oscuro de hacerle frente a un amor perdido» y que este «te recordará un poco a Janis Joplin». Por otro lado, Sonya Mann de Bustle lo consideró «un poco aburrido». El clip fue el quinto vídeo musical más popular en el canal de música VH1 durante el 2014. Adicionalmente, ganó el premio a mejor vídeo de alternativo/rock en los VEVO Hot This Year Awards de ese mismo año.

## Interpretaciones en vivo

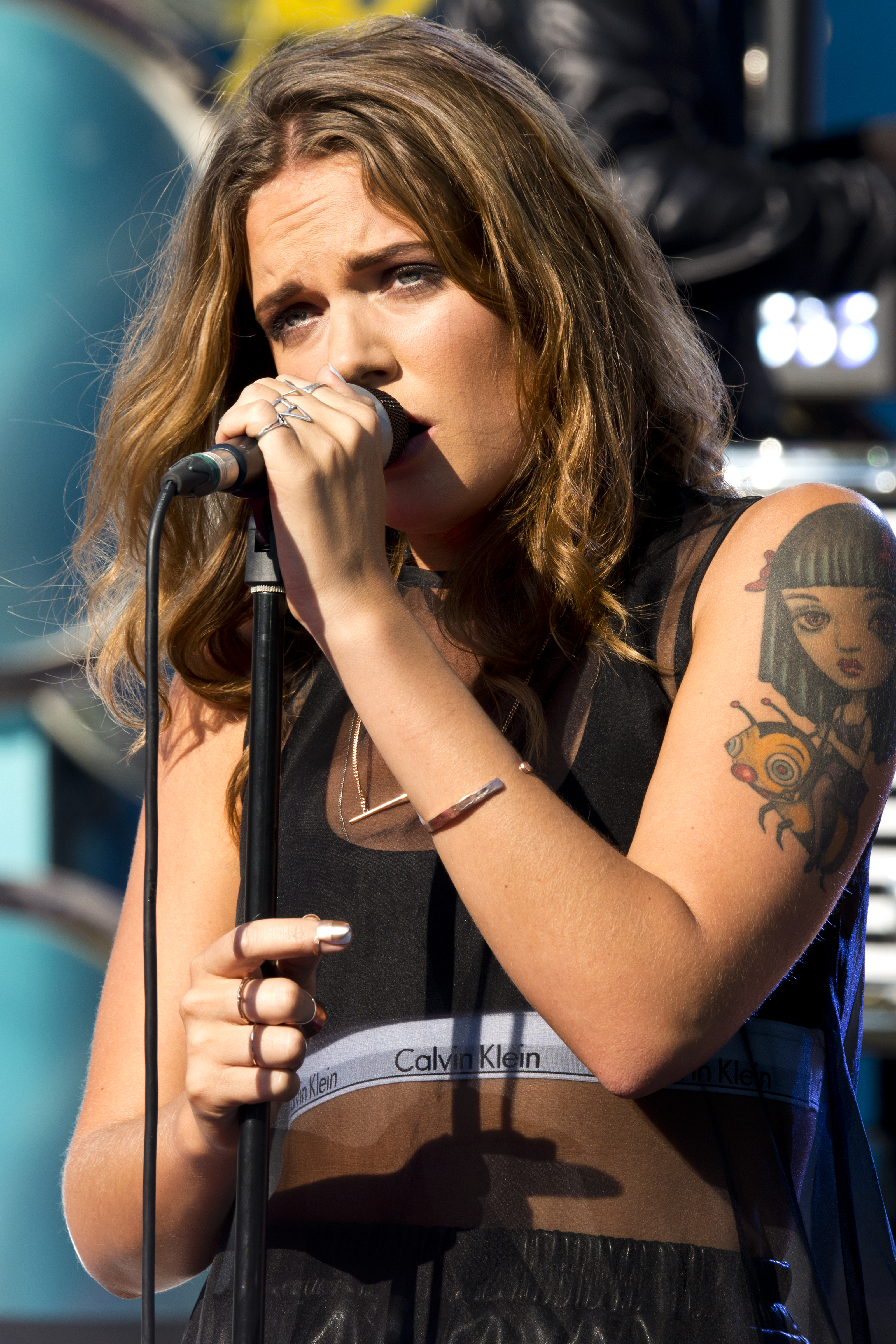
Tove Lo interpretando «Habits (Stay High)» en directo para el programa de televisión sueco Sommarkrysset en 2014.

Lo interpretó «Habits (Stay High)», «Love Ballad», «Out of Mind» y «Not Made For This World» en estación de radio sueca P3 el 10 de abril de 2013. El 7 de mayo, cantó el sencillo en una sesión en vivo para el sitio web PSL en Suecia. Rich Thane de The Line of Best Fit dijo que, pese al «cuarto lleno de humo y la poca luz», la presentación fue «maravillosamente emotiva». El 27 de febrero de 2014, Lo interpretó la pista en el festival noruego by:Larm. El siguiente mes, la cantó con «Not on Drugs» y otras de Truth Serum en el evento estadounidense South by Southwest. El 25 de marzo, la cantante realizó un concierto en el Tavastia Club en Helsinki, Finlandia, en donde interpretó el tema y otros del EP. Lo también cantó «Habits (Stay High)», además de «Run on Love» y el resto de canciones de Truth Serum, en su primera presentación en el Reino Unido en el Notting Hill Arts Club el 2 de abril de 2014. Para el concierto, estuvo acompañada de dos bateristas. Un editor de Discopop sostuvo que estuvo impresionado y que era «muy agradable estar en una presentación pop que involucre tanto el corazón como los sentidos». Por otro lado, Michael Cragg de The Guardian calificó el concierto con cuatro estrellas de cinco y lo consideró un debut impactante. El 6 de mayo de 2014, la cantante interpretó el mismo repertorio en su presentación en el establecimiento británico Hoxton Square Bar & Kitchen. Dos días después, cantó el tema durante el The Great Escape Festival en el Reino Unido.
El 18 de junio de 2014, Lo hizo su primera aparición en la televisión estadounidense cuando interpretó «Habits (Stay High)» en el programa Late Night with Seth Meyers. El 1 de julio, la cantó en una sesión en vivo para The Line of Best Fit. Cinco días más tarde, la cantante la interpretó en el programa de televisión estadounidense JBTV. En ese mismo mes, Lo cantó la pista y «Not on Drugs» en la estación de radio KROQ-FM. El 26 de julio, la intérprete la presentó en el programa de televisión Sommarkrysset en Gröna Lund, Estocolmo. El siguiente mes la cantó en el programa Conan. El 23 de septiembre de 2014, Lo interpretó «Habits (Stay High)» descalza en Jimmy Kimmel Live! para promocionar el lanzamiento de Queen of the Clouds. El 17 de mayo de 2015, la interpretó en el Hangout Music Festival de los Estados Unidos. La artista interpretó «Habits (Stay High)» en el encore de sus dos primeras giras, Queen of the Clouds Tour de 2015 y Lady Wood Tour de 2017.

## Listas

### Semanales
| País            | Lista                             | Mejor posición |
| --------------- | --------------------------------- | -------------- |
| Alemania        | Offizielle Deutsche Charts        | 14             |
| Austria         | Austrian Singles Chart            | 3              |
| Canadá          | Canadian Hot 100                  | 3              |
| Dinamarca       | Track Top 40                      | 10             |
| Dinamarca       | Airplay Top 20                    | 6              |
| Escocia         | Scottish Singles Chart            | 71             |
| Eslovaquia      | Singles Digital Top 100           | 5              |
| Eslovaquia      | Radio Top 100                     | 8              |
| España          | Spanish Singles Chart             | 13             |
| España          | Lista de radio                    | 13             |
| Estados Unidos  | Billboard Hot 100                 | 3              |
| Estados Unidos  | Pop Songs                         | 1              |
| Estados Unidos  | Digital Songs                     | 4              |
| Estados Unidos  | Hot Rock Songs                    | 1              |
| Estados Unidos  | Radio Songs                       | 1              |
| Estados Unidos  | Streaming Songs                   | 5              |
| Estados Unidos  | Adult Top 40                      | 2              |
| Estados Unidos  | Alternative Songs                 | 19             |
| Estados Unidos  | Dance Airplay                     | 3              |
| Estados Unidos  | Rhythmic                          | 8              |
| Europa          | Euro Digital Songs                | 19             |
| Francia         | Top Singles Téléchargés           | 2              |
| Francia         | Classements Radios                | 2              |
| Francia         | Top Singles Streaming             | 1              |
| Hungría         | Single Top 40                     | 9              |
| Hungría         | Stream Top 40                     | 8              |
| Irlanda         | Irish Singles Chart               | 80             |
| Líbano          | Lebanese English Top 20 Chart     | 11             |
| Luxemburgo      | Luxembourg Digital Songs          | 10             |
| México          | México Airplay                    | 10             |
| México          | México Inglés Airplay             | 3              |
| Polonia         | Top Airplay                       | 1              |
| Portugal        | Portugal Digital Songs            | 2              |
| Reino Unido     | UK Download Singles Chart         | 80             |
| República Checa | Singles Digital Top 100           | 3              |
| República Checa | Radio Top 100                     | 12             |
| Rumania         | International Airplay Songs Chart | 1              |
| Suiza           | Swiss Singles Chart               | 3              |

### Certificaciones
| País           | Organismo Certificador | Unidades Certificadas | Certificación       | Simbolización | Ref.    |
| -------------- | ---------------------- | --------------------- | ------------------- | ------------- | ------- |
| Alemania       | BVMI                   | 450 000               | 3× Oro              | 3●            | [ 92 ]  |
| Austria        | IFPI                   | 15 000                | Oro                 | ●             | [ 109 ] |
| Canadá         | Music Canada           | 160 000               | 2× Platino          | 2▲            | [ 86 ]  |
| Dinamarca      | IFPI                   | —                     | Platino (streaming) | ▲             | [ 106 ] |
| Estados Unidos | RIAA                   | 2 600 000             | 5× Platino          | 5▲            | [ 82 ]  |
| Francia        | SNEP                   | 88 600                | Oro                 | ●             | [ 181 ] |
| Italia         | FIMI                   | 50 000                | Platino             | ▲             | [ 182 ] |
| Reino Unido    | BPI                    | 200 000               | Plata               | ♦             | [ 183 ] |
| Suiza          | IFPI                   | 15 000                | Oro                 | ●             | [ 110 ] |

### Anuales
| País           | Lista                      | Mejor posición |      |      |      |      |      |
| 2014           | 2014                       | 2014           | 2014 | 2014 | 2014 | 2014 | 2014 |
| -------------- | -------------------------- | -------------- | ---- | ---- | ---- | ---- | ---- |
| Alemania       | Offizielle Deutsche Charts | 66             |      |      |      |      |      |
| Austria        | Austrian Singles Chart     | 62             |      |      |      |      |      |
| Canadá         | Canadian Hot 100           | 41             |      |      |      |      |      |
| Estados Unidos | Billboard Hot 100          | 32             |      |      |      |      |      |
| Estados Unidos | Pop Songs                  | 30             |      |      |      |      |      |
| Estados Unidos | Digital Songs              | 35             |      |      |      |      |      |
| Estados Unidos | Radio Songs                | 43             |      |      |      |      |      |
| Estados Unidos | Streaming Songs            | 23             |      |      |      |      |      |
| Estados Unidos | Alternative Songs          | 46             |      |      |      |      |      |
| Francia        | Top 200 Singles            | 13             |      |      |      |      |      |
| Francia        | Top 100 Radio              | 36             |      |      |      |      |      |
| Hungría        | Single Top 100             | 65             |      |      |      |      |      |
| Hungría        | Stream Top 100             | 35             |      |      |      |      |      |
| Suiza          | Swiss Singles Chart        | 39             |      |      |      |      |      |
| 2015           |                            |                |      |      |      |      |      |
| Canadá         | Canadian Hot 100           | 55             |      |      |      |      |      |
| Estados Unidos | Billboard Hot 100          | 77             |      |      |      |      |      |
| Estados Unidos | Adult Pop Songs            | 33             |      |      |      |      |      |
| Suiza          | Swiss Singles Chart        | 71             |      |      |      |      |      |

## Remezcla de Hippie Sabotage
Una remezcla de «Habits (Stay High)» hecha por el dúo de pinchadiscos estadounidenses Hippie Sabotage, titulada alternativamente «Stay High», fue lanzada el 25 de febrero de 2014 como el tercer sencillo de Truth Serum. El tema alcanzó el número 13 en la lista de éxitos de Suecia y se ubicó en el top 10 de los rankings de Australia, Nueva Zelanda, Noruega, los Países Bajos y el Reino Unido. Algunos periodistas le atribuyeron su éxito comercial a la cantante británica Ellie Goulding, quien lo compartió en su cuenta de Instagram. «Stay High» recibió una nominación a canción del año en los premios P3 Guld 2015 en Suecia, pero perdió ante «Knäpper Mina Fingrar (Remix)» de Linda Pira.

### Antecedentes
Inicialmente, una versión más corta de la remezcla apareció en Stay High, un cortometraje de dos minutos dirigido por Aris Jerome y protagonizado por la modelo Chanelle Elise. Jerome publicó el corto en sus cuentas de Vimeo y YouTube el 11 de abril de 2013. El 18 de septiembre, Hippie Sabotage lanzó la versión oficial de la remezcla gratuitamente en formato digital y en su cuenta de SoundCloud. Sin embargo, los pinchadiscos descontinuaron la descarga digital meses después. La cantante y el dúo nunca se vieron en persona; Lo escuchó «Stay High» por primera vez cuando un amigo le mostró un vídeo de surf que incluía la remezcla. Eventualmente encontró la cuenta de Hippie Sabotage en Twitter y les pidió que le enviaran el tema por correo electrónico. Luego de esto, el dúo y la artista acordaron incluirla en Truth Serum. Lo explicó que no había pensado en publicar «Stay High» como sencillo hasta que algunos programadores de radio en el Reino Unido empezaron a incluirla en sus listas de reproducción. Universal Music e Island Records finalmente lanzaron la remezcla el 25 de febrero de 2014 como descarga digital. El 24 de marzo, apareció oficialmente en la BBC Radio 1 del Reino Unido.

### Composición
«Stay High» es un tema del género downtempo, e incorpora elementos de la música chill-out y trap. Su instrumentación consiste en un ritmo «suave» de tambores y la voz «distorsionada» de Lo. Tyler Almodovar del sitio web Raver Rafting notó que la pista «es relativamente simple, con la mayor parte de la atención dirigida la voz etérea» de Lo. Para la remezcla, Hippie Sabotage incrementó la velocidad y el tono de la canción original, omitió los versos y modificó la voz de la cantante. Sophie Ferreira de I Am Music TV sostuvo que «la letra ha sido limitada al mínimo necesario para transmitir el mensaje. Este puede resumirse de la siguiente forma: [a Lo] la deja su novio, [se] droga, [permanece] drogada». Miles Raymer de Entertainment Weekly escribió que la remezcla comparte «una temática similar de superar los problemas emocionales con grandes cantidades de ayuda química» con la versión original, aunque sintió que esta última era «más franca». En una entrevista con PopBytes, Lo dijo que: «Me encanta la forma en que [Hippie Sabotage] ha hecho una remezcla dance apropiada de la canción, pero conservando esa oscuridad. Es la forma en la que usaron todas las partes. Hicieron un trabajo genial con ella».

### Recepción de los críticos
«Stay High» recibió en su mayoría reseñas positivas. Nick Guarino de This Song Is Sick la llamó una «obra maestra» y dijo que era «igualmente melódica, pegajosa y fresca». Sophie Ferreira de I Am Music TV la consideró una remezcla «fantástica», y un crítico de The Kollection dijo que era «un corte deliciosamente repetitivo». En una reseña positiva, Tyler Almodovar de Raver Rafting sostuvo que: «'Stay High' no tiene ningún buildup rápido o drop explosivo, y no los necesita, sus momentos impactantes son lo suficientemente exitosos por sí solos». Además, Almodovar lo incluyó en su lista de 10 canciones para introducirte dentro de la música dance y dijo que «el bajo suave y la hermosa letra la convierten en una introducción adecuada al género». Los editores de Blushing Panda sintieron que «la versión original era muy pop, pero este enfoque relajado establece la remezcla en el estilo correcto». Adicionalmente, Lewis Corner de Digital Spy la ubicó en el número 14 de su lista de los mejores sencillos de 2014. Por otro lado, Amy Davidson del mismo sitio web dijo que la canción original era la «más satisfactoria». Un editor de Discopop comentó que prefería la versión original y consideró que «Love Ballad», el sencillo debut de Lo, era una canción superior. Miles Raymer de Entertainment Weekly escribió que la pista original era «indiscutiblemente mejor» que la remezcla y expresó que la última «carecía de la franqueza» de la primera.

### Recepción comercial

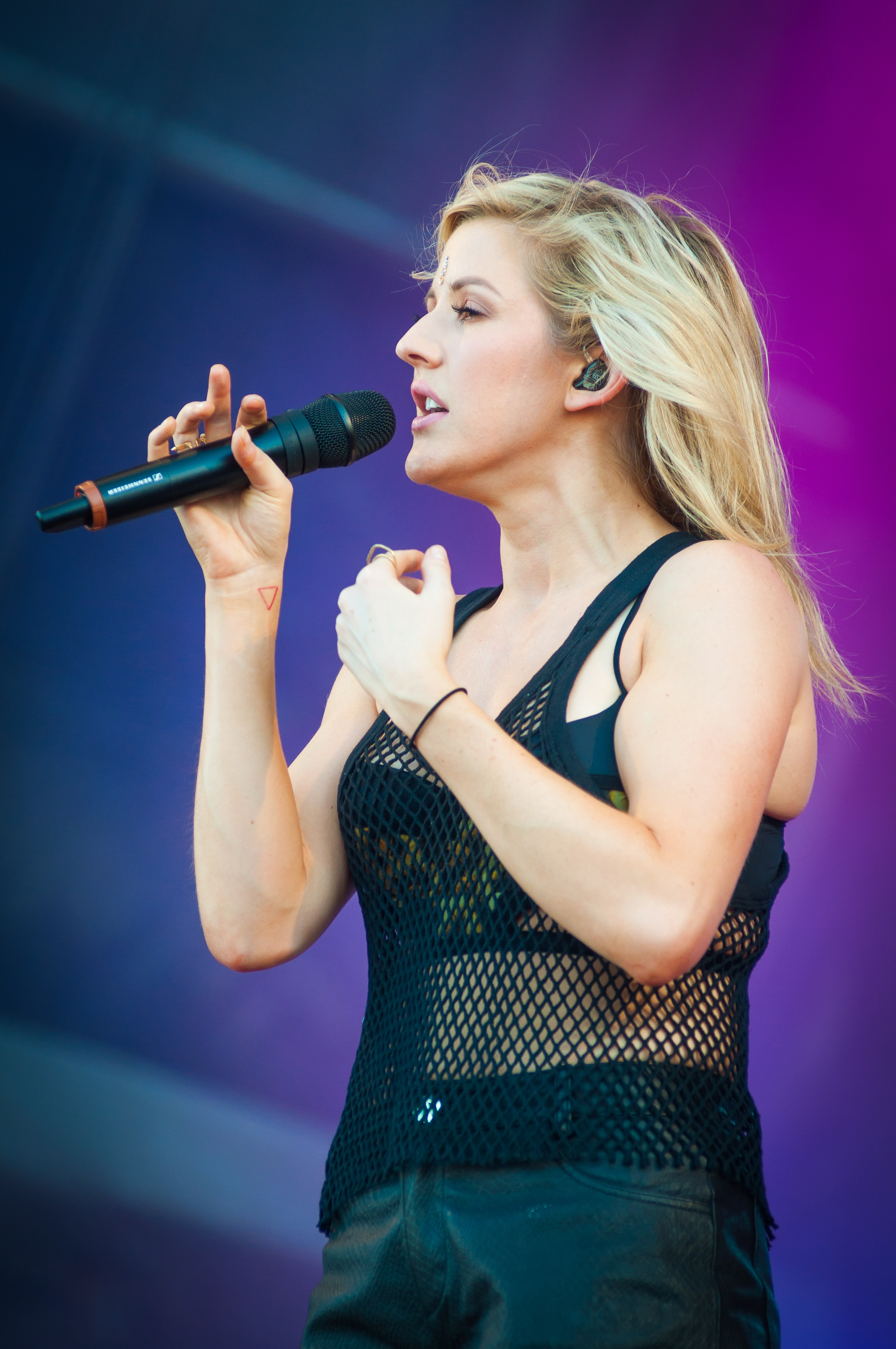
La remezcla entró a las listas de éxitos del Reino Unido y Escocia luego de que la cantante británica Ellie Goulding la compartiera por medio de su cuenta de Instagram.

«Stay High» entró en las listas de Australia, Nueva Zelanda y algunos países europeos. En marzo de 2014, la cantante británica Ellie Goulding compartió la remezcla en su cuenta de Instagram. Luego de esto, la pista se ubicó en el top 100 de la iTunes Store del Reino Unido. Mike Wass de Idolator le atribuyó el éxito repentino de la canción a la publicación de Goulding, y señaló que era «una hazaña increíble para una remezcla dance sombría que ha estado circulando en línea durante los últimos seis meses». Eventualmente, «Stay High» ingresó en el puesto 59 del ranking británico UK Singles Chart en la edición del 16 de marzo de 2014. En su sexta semana en la lista, alcanzó el número 6. La British Phonographic Industry (BPI) le otorgó una certificación de platino, que denota 600 000 unidades vendidas en el país. En Escocia, entró en el puesto 65 del Scottish Singles Chart en la misma semana que ingresó en el UK Singles Chart. El 4 de mayo de 2014, se ubicó en el número 8. En Irlanda, la remezcla apareció por primera vez en el puesto 92 del ranking Top 100 Singles. Alcanzó el número 49 en la edición del 5 de junio de 2014, y permaneció un total de veintinueve semanas en la lista. Adicionalmente, el sencillo ingresó en el decimosexto puesto de la Euro Digital Songs en la edición del 26 de abril de 2014. La siguiente semana, alcanzó su mejor posición, la número 12.
En Suecia, «Stay High» entró en el puesto 49 de la lista de sencillos en la edición del 2 de mayo de 2014, y llegó hasta el número 13. Además, permaneció un total de setenta semanas en el listado entre 2014 y 2015. La Asociación Sueca de la Industria de la Grabación (GFL) la certificó con tres discos de platino, que denotan ventas de 120 000 unidades, y se convirtió además en la undécima canción más vendida de ese país durante 2014. Por otro lado, fue la cuarta pista más reproducida por la radioemisora sueca P3 en ese mismo año. En Noruega, «Stay High» entró en el número 15 del listado Topp 40 Singles. En su cuarta semana, alcanzó el séptimo puesto, en el que se mantuvo por cinco semanas no consecutivas. Además, permaneció veintisiete semanas en la lista y se convirtió en la séptima canción más vendida de 2014 en Noruega. La remezcla ingresó en el número 91 de la lista finlandesa de sencillos radiales, y alcanzó la posición 25 en su quinta semana. Además, se convirtió en la segunda canción de Lo en entrar a dicho ranking, luego de que «Out of Mind» se ubicara en el puesto 39 a finales de 2013. «Stay High» alcanzó la tercera posición en los listados de las regiones Flamenca y Valona de Bélgica, y obtuvo un disco de oro por parte de la Belgian Entertainment Association (BEA), por exceder la venta de 15 000 copias en el país. En los Países Bajos, «Stay High» encabezó el Dutch Top 40 por tres semanas consecutivas y alcanzó el número 2 en el sencillo Top 100. De acuerdo con la Asociación Neerlandesa de Productores e Importadores de Portadores de Imagen y Sonido (NVPI), fue la séptima canción más vendida de 2014 en el territorio.
En Australia, «Stay High» ingresó en la lista de sencillos en el número 65 en la edición del 12 de mayo de 2014. Alcanzó el número 3, y obtuvo dos discos de platino por parte de la Australian Recording Industry Association (ARIA), que denotan ventas de 140 000 en la región. En Nueva Zelanda, entró en el número 40 de la lista de sencillos en la edición del 21 de abril de 2014, y abandonó el ranking la siguiente semana. Sin embargo, reingresó en el puesto 26 el 5 de mayo de ese año. Eventualmente alcanzó el número 3 y permaneció un total de veintinueve semanas en la lista. La asociación Recorded Music NZ la certificó con un disco de platino por haber vendido 15 000 copias en el país.

### Promoción
Motellet Film dirigió el vídeo musical de «Stay High». El dúo utilizó el mismo material del segundo clip de «Habits (Stay High)», y le aplicó el efecto de cámara lenta en todas las escenas. Pedro Kurtz del sitio web brasileño A Gambiarra sostuvo que el efecto fue utilizado para causar una «sensación de intoxicación», que en su opinión fue «aplicado y ajustado perfectamente» a las escenas. Además, Michael Cragg de The Guardian dijo que la remezcla encajaba perfectamente con la temática del vídeo. El sitio web de The Guardian estrenó el clip el 4 de abril de 2014, mientras que la cantante lo publicó en su canal de Vevo en YouTube el mismo día. El 11 de abril, fue lanzado en la tienda de iTunes. El videoclip de «Stay High» es el más visto de Lo en YouTube y Vevo, y para mayo de 2017, había sobrepasado las 518 millones de reproducciones en ambas plataformas.
En una entrevista con el sitio web francés Pure Charts, la cantante sostuvo que solo interpreta la versión original de «Habits (Stay High)» porque la considera más apropiada para presentaciones en vivo que la remezcla. El 26 de marzo de 2015, Hippie Sabotage interpretó la pista en su primera concierto, llevado a cabo en la avenida Subculture SF en San Francisco. Un editor de The Music Ninja comentó que: «dos momentos notables [en el repertorio] fueron las remezclas de 'West Coast' y 'Habits (Stay High)'». El 18 de junio de 2015, el dúo tocó la pista en su presentación el Bluebird Theater en Denver, Colorado, en la que Marina Cowell de Electronic Sloth notó que la banda fue «capaz de paralizar a la audiencia». Adicionalmente, Hippie Sabotage interpretó «Stay High» y su canción «Your Soul» mientras servían como acto de apoyo en la gira So... You DTF? Tour del dúo Cherub en 2015. John Kerr de la página web Sobre Sound calificó su presentación en Austin, Texas, como «inolvidable» y escribió: «Mientras Hippie Sabotage tocaban esas canciones, todo el lugar se puso cabeza abajo. Parecía que el establecimiento estaba saltando con cada puño al aire al unísono».

### Posicionamiento en listas

#### Semanales
| Australia     | Australian Singles Chart   | 3  |
| Australia     | Australian Digital Chart   | 2  |
| Australia     | Australian Streaming Chart | 4  |
| Bélgica (Fl)  | Ultratop 50                | 3  |
| Bélgica (Fl)  | Airplay Chart              | 9  |
| Bélgica (Vl)  | Ultratop 40                | 3  |
| Bélgica (Vl)  | Airplay Chart              | 2  |
| Escocia       | Scottish Singles Chart     | 8  |
| Europa        | Euro Digital Songs         | 12 |
| Finlandia     | Radiosoittolista           | 25 |
| Irlanda       | Irish Singles Chart        | 49 |
| Noruega       | Topp 40 Singles            | 7  |
| Nueva Zelanda | New Zealand Singles Charts | 3  |
| Países Bajos  | Dutch Top 40               | 1  |
| Países Bajos  | Single Top 100             | 2  |
| Reino Unido   | UK Singles Chart           | 6  |
| Reino Unido   | UK Download Chart          | 6  |
| Reino Unido   | UK Streaming Chart         | 13 |
| Suecia        | Top 100                    | 13 |
| Suecia        | Svenskt Topp-20            | 5  |

#### Certificaciones
| País          | Organismo Certificador | Ventas Certificadas | Certificación   | Simbolización | Ref.    |
| ------------- | ---------------------- | ------------------- | --------------- | ------------- | ------- |
| Australia     | ARIA                   | 140 000             | 2× Platino      | 2▲            | [ 256 ] |
| Bélgica       | BEA                    | 15 000              | Oro             | ●             | [ 250 ] |
| Dinamarca     | IFPI                   | —                   | Oro (streaming) | ●             | [ 276 ] |
| Nueva Zelanda | RMNZ                   | 15 000              | Platino         | ▲             | [ 258 ] |
| Reino Unido   | BPI                    | 600 000             | Platino         | ▲             | [ 183 ] |
| Suecia        | GLF                    | 120 000             | 3× Platino      | 3▲            | [ 241 ] |

#### Anuales
| País          | Lista                      | Mejor posición |      |      |      |      |      |
| 2014          | 2014                       | 2014           | 2014 | 2014 | 2014 | 2014 | 2014 |
| ------------- | -------------------------- | -------------- | ---- | ---- | ---- | ---- | ---- |
| Australia     | Australian Singles Chart   | 38             |      |      |      |      |      |
| Australia     | Australian Streaming Chart | 18             |      |      |      |      |      |
| Bélgica (FL)  | Ultratop 50                | 19             |      |      |      |      |      |
| Bélgica (VL)  | Ultratop 40                | 12             |      |      |      |      |      |
| Noruega       | VG-lista                   | 7              |      |      |      |      |      |
| Nueva Zelanda | New Zealand Singles Chart  | 29             |      |      |      |      |      |
| Países Bajos  | Dutch Top 40               | 14             |      |      |      |      |      |
| Países Bajos  | Single Top 100             | 7              |      |      |      |      |      |
| Reino Unido   | UK Singles Chart           | 50             |      |      |      |      |      |
| Suecia        | Top 100                    | 11             |      |      |      |      |      |
| 2015          |                            |                |      |      |      |      |      |
| Suecia        | Swedish Singles Chart      | 89             |      |      |      |      |      |

## Versiones de otros artistas y remezclas

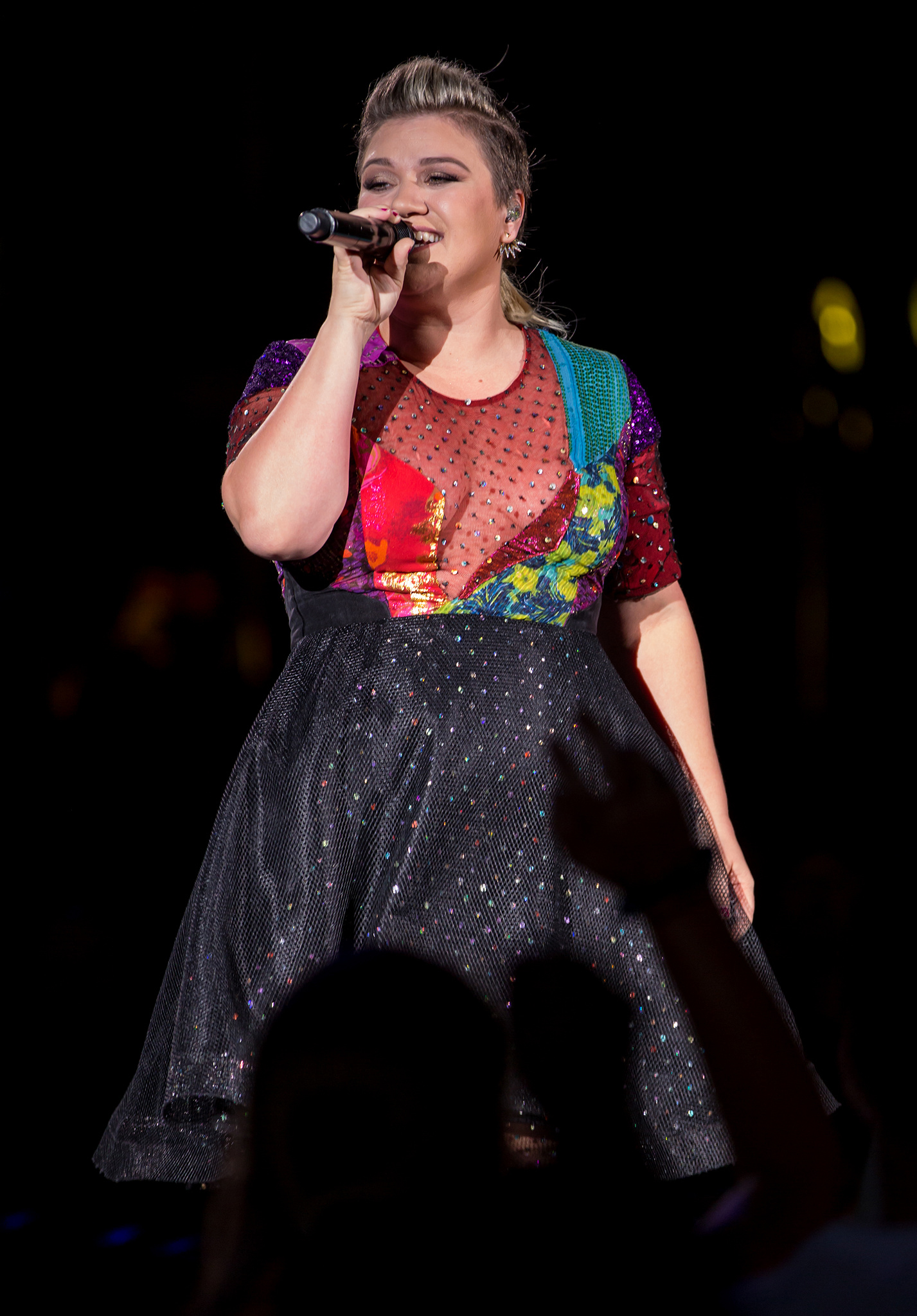
Kelly Clarkson versionó «Habits (Stay High)» en su gira Piece by Piece Tour (2015).

El 14 de octubre de 2014, la banda Against the Current publicó su versión de «Habits (Stay High)» en YouTube y en la tienda de iTunes. Cinco días después, Alex Goot estrenó su versión con Madilyn Bailey en la misma plataforma, que recibió una crítica positiva por parte de Diane Cho de VH1, quien opinó que las voces de los artistas «se complementaban perfectamente». En ese mismo mes, Camilla Daum versionó la pista en la cuarta temporada de The Voice of Germany. En noviembre de 2014, la banda de post-hardcore Our Last Night publicó su versión en su canal de YouTube. Diane Cho de VH1 escribió que el grupo «le da a 'Habits' ese toque de rock and roll que funciona realmente bien con esta canción». La banda de rock canadiense Theory of a Deadman realizó una versión acústica del tema, que eventualmente incluyeron en su disco Angel Acoustic EP de 2015.
En mayo de 2015, el pinchadisco Kygo tocó una versión de piano junto con Parson James en el segmento Live Lounge de la radio británica BBC Radio 1. En ese mismo mes, el actor Vin Diesel publicó un vídeo de él cantando «Habits (Stay High)» en su cuenta de Facebook, como un tributo a su difunto amigo Paul Walker. En el fondo del escenario fueron proyectadas de ambos actores juntos. El 26 de julio de 2015, la cantante estadounidense Kelly Clarkson interpretó la canción en su gira Piece by Piece Tour, como parte del segmento «Fan Requests» (peticiones de los fanáticos). John Boone de Entertainment Tonight ubicó la presentación en el primer puesto de su lista de las 11 mejores versiones que Clarkson realizó durante la gira, y añadió que esta sonó «increíble» y que le encantó escuchar su «lado más oscuro y arriesgado».
En enero de 2014, el dúo de pinchadiscos estadounidenses The Chainsmokers remezclaron «Habits (Stay High)» y la publicaron como una descarga digital gratuita. El 17 de junio, tanto una edición de radio como una versión extendida de su remezcla fue distribuida en la tienda de iTunes. En abril de 2014, el DJ sueco Oliver Nelson publicó su remezcla en su cuenta de SoundCloud. El 17 de junio, Universal Music la lanzó en la tienda de iTunes, y en septiembre de ese año la incluyó en la reedición de Truth Serum. El 9 de diciembre de 2014, la disquera distribuyó una remezcla del dúo estadounidense FIXYN en la misma plataforma. Steph Evans del sitio web Earmilk notó que los pinchadiscos «transformaron» la canción original «de una pista desgarradora y emotiva a una con un efecto estimulante y relajante».

## Formatos
- Descarga digital

| «Habits», lanzamiento original |          |          |  |
| N.º                            | Título   | Duración |  |
| 1.                             | «Habits» | 3:28     |  |

| «Habits (Stay High)», relanzamiento |                      |          |  |
| N.º                                 | Título               | Duración |  |
| 1.                                  | «Habits (Stay High)» | 3:28     |  |

| «Habits (Stay High)», sencillo de lujo |                                      |          |  |
| N.º                                    | Título                               | Duración |  |
| 1.                                     | «Habits (Stay High)»                 | 3:29     |  |
| 2.                                     | «Habits (Stay High)» (vídeo musical) | 3:26     |  |

| «Stay High», remezcla de Hippie Sabotage |                                           |          |  |
| N.º                                      | Título                                    | Duración |  |
| 1.                                       | «Stay High» (remezcla de Hippie Sabotage) | 4:18     |  |

## Créditos y personal
Lugares
- Grabada en los Warner/Chappell Studios, Estocolmo, Suecia.
- Mezclada en los Ramtitam Studios, Estocolmo.
- Masterizada en Cutting Room, Estocolmo.

Personal
| Para «Habits (Stay High)»: - Voz principal, coros – Tove Lo - Composición – Tove Lo, Jakob Jerlström, Ludvig Söderberg - Producción – The Struts - Mezcla – Lars Norgren - Programación – The Struts - Masterización – Björn Engelmann - Teclado – The Struts - Sección de cuerdas – Filip Runesson | Para «Stay High», remezcla de Hippie Sabotage: - Composición – Tove Lo, Jakob Jerlström, Ludvig Söderberg - Arreglos – Jeffery Saurer, Kevin Saurer - Remezcla y producción adicional – Hippie Sabotage |

Fuente: Folleto de Queen of the Clouds.

## Historial de lanzamientos
| País           | Fecha                    | Versión                                          | Formato                        | Distribuidor              | Ref.    |
| -------------- | ------------------------ | ------------------------------------------------ | ------------------------------ | ------------------------- | ------- |
| Estados Unidos | 15 de marzo de 2013      | Versión original                                 | Descarga digital               | Lanzamiento independiente | [ 15 ]  |
| Austria        | 6 de diciembre de 2013   | Versión original                                 | Descarga digital               | Universal Music           | [ 307 ] |
| Noruega        | 6 de diciembre de 2013   | Versión original                                 | Descarga digital               | Universal Music           | [ 219 ] |
| España         | 6 de diciembre de 2013   | Versión original                                 | Descarga digital               | Universal Music           | [ 23 ]  |
| Alemania       | 18 de diciembre de 2013  | Versión original                                 | Descarga digital               | Island, Universal Music   | [ 308 ] |
| Estados Unidos | 14 de enero de 2014      | Versión original                                 | Descarga digital               | Island, Universal Music   | [ 26 ]  |
| Canadá         | 14 de enero de 2014      | Versión original                                 | Descarga digital               | Universal Music           | [ 309 ] |
| Alemania       | 25 de febrero de 2014    | Remezcla de Hippie Sabotage                      | Descarga digital               | Island, Universal Music   | [ 204 ] |
| Noruega        | 25 de febrero de 2014    | Remezcla de Hippie Sabotage                      | Descarga digital               | Universal Music           | [ 219 ] |
| Reino Unido    | 24 de marzo de 2014      | Remezcla de Hippie Sabotage                      | Radio de éxitos contemporáneos | Polydor                   | [ 220 ] |
| Estados Unidos | 14 de abril de 2014      | Versión original                                 | Radio alternativa para adultos | Island                    | [ 310 ] |
| Estados Unidos | 13 de mayo de 2014       | Versión original                                 | Radio de música alternativa    | Island, Republic          | [ 311 ] |
| Estados Unidos | 17 de junio de 2014      | Versión original                                 | Radio de éxitos contemporáneos | Island, Republic          | [ 27 ]  |
| Estados Unidos | 17 de junio de 2014      | Remezcla de The Chainsmokers – edición de radio  | Descarga digital               | Universal Music           | [ 299 ] |
| Estados Unidos | 17 de junio de 2014      | Remezcla de The Chainsmokers – versión extendida | Descarga digital               | Universal Music           | [ 300 ] |
| Estados Unidos | 17 de junio de 2014      | Remezcla de Oliver Nelson                        | Descarga digital               | Universal Music           | [ 302 ] |
| Estados Unidos | 15 de septiembre de 2014 | Versión original                                 | Radio Hot adult contemporary   | Island, Republic          | [ 312 ] |
| Italia         | 10 de octubre de 2014    | Versión original                                 | Radio de éxitos contemporáneos | Universal Music           | [ 313 ] |
| Austria        | 31 de octubre de 2014    | Versión original                                 | Descarga digital               | Universal Music           | [ 314 ] |
| Alemania       | 31 de octubre de 2014    | Versión original                                 | Descarga digital               | Universal Music           | [ 315 ] |
| Estados Unidos | 9 de diciembre de 2014   | Remezcla de FIXYN                                | Descarga digital               | Universal Music           | [ 304 ] |
| Estados Unidos | 4 de septiembre de 2015  | Versión original – sencillo de lujo              | Descarga digital               | Universal Music           | [ 306 ] |